# Charles Pascal de Lesseps
Anne Charles Pascal de Lesseps, né le 5 août 1779 à Montauban où il est mort le 12 novembre 1868, est un diplomate et homme politique français.

## Biographie
Charles Pascal de Lesseps est le fils du diplomate Dominique de Lesseps et de Madeleine Duc de Lachapelle. Il occupe différents emplois dans l'administration militaire, devient chancelier du consulat de France en Toscane et secrétaire de la commission impériale dans les îles Ioniennes. Suivant son cousin Mathieu de Lesseps et son frère Jean-Baptiste de Lesseps à Livourne et à Corfou, il rentre en France pour travailler dans la banque de son beau-frère Jean Lesseps, époux de sa sœur Charlotte. Partisan inconditionnel des Bourbons, il doit quitter la France pour l'Algérie à la suite des difficultés de la banque de son beau-frère.
Parmi les premiers colons, il devient commissaire du roi à Oran le 13 juin 1833, par décision du ministre de la Guerre, avant d'obtenir le titre de maire deux ans plus tard, qu'il conserve jusqu'en 1848. Sous son mandat, le premier conseil municipal de la commune d'Oran est créé.

## Pour approfondir